# ساكي أوينو
ساكي أوينو (上野 紗稀) (20 نوفمبر 1994 في ماتسودو في اليابان – )؛ هي لاعبة كرة قدم كانت تلعب كمدافع. ولعبت مع منتخب اليابان لكرة القدم للسيدات.

## وصلات خارجية
- ساكي أوينو على موقع قاعدة بيانات كرة القدم.إي يو (الإنجليزية)
- ساكي أوينو على موقع Soccerway.com (الإنجليزية)